# 1831 год
1831 (ты́сяча восемьсо́т три́дцать пе́рвый) год  по григорианскому календарю — невисокосный год, начинающийся в субботу. Это 1831 год нашей эры, 1‑й год 4‑го десятилетия XIX века 2‑го тысячелетия, 2‑й год 1830‑х годов. Он закончился 194 года назад.
| Пн | Вт | Ср | Чт | Пт | Сб | Вс |
|    |    |    |    |    | 1  | 2  |
| 3  | 4  | 5  | 6  | 7  | 8  | 9  |
| 10 | 11 | 12 | 13 | 14 | 15 | 16 |
| 17 | 18 | 19 | 20 | 21 | 22 | 23 |
| 24 | 25 | 26 | 27 | 28 | 29 | 30 |
| 31 |    |    |    |    |    |    |

| Пн | Вт | Ср | Чт | Пт | Сб | Вс |
|    | 1  | 2  | 3  | 4  | 5  | 6  |
| 7  | 8  | 9  | 10 | 11 | 12 | 13 |
| 14 | 15 | 16 | 17 | 18 | 19 | 20 |
| 21 | 22 | 23 | 24 | 25 | 26 | 27 |
| 28 |    |    |    |    |    |    |

| Пн | Вт | Ср | Чт | Пт | Сб | Вс |
|    | 1  | 2  | 3  | 4  | 5  | 6  |
| 7  | 8  | 9  | 10 | 11 | 12 | 13 |
| 14 | 15 | 16 | 17 | 18 | 19 | 20 |
| 21 | 22 | 23 | 24 | 25 | 26 | 27 |
| 28 | 29 | 30 | 31 |    |    |    |

| Пн | Вт | Ср | Чт | Пт | Сб | Вс |
|    |    |    |    | 1  | 2  | 3  |
| 4  | 5  | 6  | 7  | 8  | 9  | 10 |
| 11 | 12 | 13 | 14 | 15 | 16 | 17 |
| 18 | 19 | 20 | 21 | 22 | 23 | 24 |
| 25 | 26 | 27 | 28 | 29 | 30 |    |

| Пн | Вт | Ср | Чт | Пт | Сб | Вс |
|    |    |    |    |    |    | 1  |
| 2  | 3  | 4  | 5  | 6  | 7  | 8  |
| 9  | 10 | 11 | 12 | 13 | 14 | 15 |
| 16 | 17 | 18 | 19 | 20 | 21 | 22 |
| 23 | 24 | 25 | 26 | 27 | 28 | 29 |
| 30 | 31 |    |    |    |    |    |

| Пн | Вт | Ср | Чт | Пт | Сб | Вс |
|    |    | 1  | 2  | 3  | 4  | 5  |
| 6  | 7  | 8  | 9  | 10 | 11 | 12 |
| 13 | 14 | 15 | 16 | 17 | 18 | 19 |
| 20 | 21 | 22 | 23 | 24 | 25 | 26 |
| 27 | 28 | 29 | 30 |    |    |    |

| Пн | Вт | Ср | Чт | Пт | Сб | Вс |
|    |    |    |    | 1  | 2  | 3  |
| 4  | 5  | 6  | 7  | 8  | 9  | 10 |
| 11 | 12 | 13 | 14 | 15 | 16 | 17 |
| 18 | 19 | 20 | 21 | 22 | 23 | 24 |
| 25 | 26 | 27 | 28 | 29 | 30 | 31 |

| Пн | Вт | Ср | Чт | Пт | Сб | Вс |
| 1  | 2  | 3  | 4  | 5  | 6  | 7  |
| 8  | 9  | 10 | 11 | 12 | 13 | 14 |
| 15 | 16 | 17 | 18 | 19 | 20 | 21 |
| 22 | 23 | 24 | 25 | 26 | 27 | 28 |
| 29 | 30 | 31 |    |    |    |    |

| Пн | Вт | Ср | Чт | Пт | Сб | Вс |
|    |    |    | 1  | 2  | 3  | 4  |
| 5  | 6  | 7  | 8  | 9  | 10 | 11 |
| 12 | 13 | 14 | 15 | 16 | 17 | 18 |
| 19 | 20 | 21 | 22 | 23 | 24 | 25 |
| 26 | 27 | 28 | 29 | 30 |    |    |

| Пн | Вт | Ср | Чт | Пт | Сб | Вс |
|    |    |    |    |    | 1  | 2  |
| 3  | 4  | 5  | 6  | 7  | 8  | 9  |
| 10 | 11 | 12 | 13 | 14 | 15 | 16 |
| 17 | 18 | 19 | 20 | 21 | 22 | 23 |
| 24 | 25 | 26 | 27 | 28 | 29 | 30 |
| 31 |    |    |    |    |    |    |

| Пн | Вт | Ср | Чт | Пт | Сб | Вс |
|    | 1  | 2  | 3  | 4  | 5  | 6  |
| 7  | 8  | 9  | 10 | 11 | 12 | 13 |
| 14 | 15 | 16 | 17 | 18 | 19 | 20 |
| 21 | 22 | 23 | 24 | 25 | 26 | 27 |
| 28 | 29 | 30 |    |    |    |    |

| Пн | Вт | Ср | Чт | Пт | Сб | Вс |
|    |    |    | 1  | 2  | 3  | 4  |
| 5  | 6  | 7  | 8  | 9  | 10 | 11 |
| 12 | 13 | 14 | 15 | 16 | 17 | 18 |
| 19 | 20 | 21 | 22 | 23 | 24 | 25 |
| 26 | 27 | 28 | 29 | 30 | 31 |    |

## События
- 20 января — провозглашена независимость Бельгии.[источник не указан 2581 день]
- 25 января — объявление польским сеймом о лишении Николая I престола Царства Польского[1].
- 30 января — образование национального правительства Польши во главе с А. Чарторыйским.[источник не указан 2581 день]
- 5 февраля — в Польшу вступает 100-тысячная русская армия во главе с И. И. Дибичем.[источник не указан 2581 день]
- 7 февраля — в Бельгии принята действующая доныне конституция[2].
- 12 февраля — в Бостоне появились в продаже резиновые галоши.[источник не указан 2581 день]
- 17 февраля — битва под Калушином и бой под Добрым в ходе Польского восстания 1830—1831 годов[3][4].
- 18 февраля — в ходе Ноябрьского восстания состоялось сражение под Казимеж-Дольны[5].
- 19 февраля — в ходе Польского восстания 1830—1831 годов началась битва под Вавром[6].
- 25 февраля — сражение под Гроховом. Польская армия терпит поражение[1].
- 1 марта — лорд Джон Рассел предложил палате общин отнять 165 мест у «гнилых местечек» и распределить их между графствами, новыми крупными городами и отчасти между Шотландией и Ирландией.[источник не указан 2581 день]
- 3 марта — из-за фатальных ошибок, допущенных генералом Е. В. Кавером, русские были разгромлены восставшими поляками в бою под Курувом[7].
- 13 марта — ночью на 14 марта в Рио-де-Жанейро произошли столкновения между роялистами-португальцами и бразильцами, требовавшими для себя большего влияния на дела государства («Ночь бутылок»)[8].
- 20 марта — император Бразилии Педру I назначил новое правительство, составив его из уроженцев Бразилии[8].
- 5 апреля — император Бразилии Педру I сместил бразильские правительство и назначил кабинет из своих приближённых. На следующий день в столице началось восстание, поддержанное войсками гарнизона Рио-де-Жанейро[8].
- 7 апреля — ночью император Бразилии Педру I подписал своё отречение от престола в пользу своего пятилетнего сына Педру. К власти пришёл Регентский совет в составе маркиза де Каравелаша, сенатора Кампуша Вержейру и генерала Луиша Лима и Силва. Начало правления в Бразилии императора Педру II[8].
- 17 апреля — в ходе восстания в Польше состоялась ожесточённая битва под Вроновом[9].
- 19 апреля — в ходе Польского восстания 1830—1831 годов русские разгромили поляков в бою под Боремелем[10].
- 10 мая — в ходе Польского восстания 1830—1831 годов произошло сражение под Любартовом[11].
- 26 мая — польские войска, наголову разбитые под Остроленкой, отступают к Варшаве[1].
- 1 июня — открытие северного магнитного полюса Земли. Первооткрыватель — английский мореплаватель и исследователь Джеймс Кларк Росс.[источник не указан 2581 день]
- 5 июня — Генеральное собрание Бразильской империи законом запретило ночные собрания и расширила полномочия полиции на аресты по политическим мотивам[12].
- 17 июня — в Бразилии сформирован новый состав Регентского совета, который возглавил генерал Луиш Лима и Силва. Регентский совет отменил майорат и запретил ввоз в страну рабов[12].
- 21 июня — «холерный бунт» на Сенной площади в Санкт-Петербурге.[источник не указан 2581 день]
- 26 июня — в Петербурге начата регистрация холерных больных, начало первой в истории города холерной эпидемии.[источник не указан 2581 день]
- 21 июля — Леопольд I — первый король Бельгии.[источник не указан 2581 день]
- 21 июля — Начало холерного бунта в Старой Руссе.[источник не указан 2581 день]
- Июль — Новгородское восстание: выступление военных поселян Новгородской губернии. Началось «холерным бунтом» в Старой Руссе.[источник не указан 2581 день]
- Июль — основана «Молодая Италия» («Giovine Italia»), подпольная революционная организация.[источник не указан 2581 день]
- 9 августа — в ходе Польского восстания 1830—1831 годов произошёл бой под Илжей[13].
- 21 августа — восстание негров-рабов в США во главе с баптистским проповедником негром Натом Тёрнером.[источник не указан 2581 день]
- 29 августа — в ходе Польского восстания произошла битва под Мендзыжецем-Подляским[14].
- 6—7 сентября — битва за Варшаву, город взят штурмом. Создание Временного правительства во главе с И. Паскевичем, получившим титул наместника Царства Польского[1].
- 9 октября — в Нафплионе Георгием и Константином Мавромихали убит первый президент Греции Иоаннис Каподистрия. Временным президентом стал его младший брат Августинос Каподистрия[15].
- 21 ноября — началось первое Лионское восстание[16].
- 23 ноября — правительственные войска вынуждены отойти из восставшего Лиона[16].
- 3 декабря — французская армия подавила первое Лионское восстание[16].

### Без точных дат
- Декабрь — новое положение об участии дворянства в выборах местных органов власти.[источник не указан 2581 день]
- Начало выхода журнала Н. Надеждина «Телескоп».[источник не указан 2581 день]
- Либих впервые получил хлороформ.[источник не указан 2581 день]
- Начало кругосветной экспедиции корабля «Бигль» под командой Роберта Фицроя, с участием Чарльза Дарвина[17].
- Массовая эпидемия холеры в Европе (1830—1831).[источник не указан 2581 день]
- Крупное восстание крестьян в Восточной Словакии. Первопричиной явилась эпидемия холеры.[источник не указан 2581 день]
- Английским физиком Майклом Фарадеем было открыто явление электромагнитной индукции.[источник не указан 2581 день]
- Впервые появилось схематичное изображение будущего трансформатора в работах Фарадея и Генри[18].
- Состоялась канонизация Ярослава Владимировича Мудрого, с включением его в Собор Волынских святых. Память 10 октября[19].

## Родились
См. также: Категория:Родившиеся в 1831 году
- 25 января — Константин Николаевич Леонтьев, русский философ (ум. 1891).
- 26 января — Антон де Бари, немецкий ботаник.
- 16 февраля — Николай Семёнович Лесков, писатель.
- 24 февраля — Лео фон Каприви, рейхсканцлер Германии в 1890—1894 годах (ум. 1899).
- 27 февраля — Николай Николаевич Ге — один из самых знаменитых русских художников.
- 3 марта — Джордж Мортимер Пулльман американский изобретатель, создатель знаменитых спальных вагонов.
- 11 марта — Эрнст Вихерт, немецкий прозаик и драматург (умер в 1902).
- 12 марта — Клемент Студебеккер, американский промышленник.
- 8 апреля — Джем Мэйс, британский боксёр.
- 13 июня — Джеймс Клерк Максвелл, физик, создатель классической электродинамики.
- 14 июля — Александр Фёдорович Гильфердинг, русский славяновед и фольклорист.
- 27 июля — Людвиг Эммануилович Нобель, предприниматель, конструктор станков, член Русского технического общества, старший брат Альфреда Бернхарда Нобеля, учредителя Нобелевской премии.
- 9 августа — Василий Степанович Курочкин, русский поэт, переводчик, сатирик.
- 12 августа — Елена Петровна Блаватская, религиозный философ теософского (пантеистического направления), литератор, оккультист и спиритуалист.
- 20 августа — Эдуард Зюсс, австрийский геолог и общественный деятель.
- 8 декабря — Фёдор Александрович Бредихин, русский астроном, академик.

## Скончались
См. также: Категория:Умершие в 1831 году
- 14 января — Антон Антонович Дельвиг, поэт, видный литературный деятель пушкинской плеяды.
- 20 января — Христиан Фридрих фон Глюк, немецкий юрист и педагог; профессор Эрлангенского университета (род. 1755).
- 5 апреля — Дмитрий Николаевич Сенявин, русский флотоводец, адмирал.
- 26 мая — Чиро Менотти, деятель итальянского национально-освободительного движения.
- 17 июня — Софи Жермен, французский математик и механик.
- 11 июля — Василий Михайлович Головнин, русский мореплаватель, вице-адмирал, член-корреспондент Петербургской Академии наук.
- 4 июля — Иван Петрович Глазунов, русский издатель и книготорговец (род. 1762).
- 20 июля — Матвей Яковлевич Мудров, русский врач, один из основателей русской клинической школы.
- 4 сентября — Юзеф Пешка, польский художник.
- 9 октября — Иоаннис Каподистрия, российский и греческий государственный деятель, первый президент Греции (1827—1831) (род. 1776).
- 14 ноября — Георг Вильгельм Фридрих Гегель, немецкий философ.
- 16 ноября — Карл Клаузевиц, немецкий военный теоретик и историк, прусский генерал.
- 18 декабря — Виллем Билдердейк, нидерландский поэт, филолог, историк.